# بيت الأوراق
هي الرواية الأولى للمؤلف الأمريكي مارك ز. دانيلوسكي، نُشرت في مارس 2000 بوساطة بانثيون للكتب، وكانت من أكثر الكتب مبيعًا، وترجمت إلى لغات عدة، تلتها رواية رسائل الحوت.
تتمحور الحبكة على فيلم وثائقي، أو ربما خيالي، حول عائلة يكون منزلها من الداخل أكبر بنحو لا يصدق عند النظر من الخارج. صياغة وهيكلية رواية بيت الأوراق غير تقليدية، مع تخطيط وأسلوب غير عادي للصفحات، ما يجعلها مثالًا رئيسيًا للأدب المرن. تحتوي على هوامش كثيرة، تحتوي بحد ذاتها على هوامش عديدة، متضمنةً مراجع للكتب الخيالية أو الأفلام أو المقالات. في المقابل، تحتوي بعض الصفحات على بضع كلمات أو سطور نصية قليلة، مرتبة بطرق غريبة لتعكس الأحداث في القصة، وغالبًا ما تخلق تأثيرًا للخوف والاختناق من الأماكن المغلقة. في بعض الصفحات، يجب تدوير الكتاب لتتمكن من قراءته. تتميز الرواية أيضًا بتعدد الرُواة الذين يتفاعلون مع بعضهم بعضًا بطرق متقنة.
بينما حاول البعض وصف الكتاب بأنه قصة رعب، فإن الكثير من القراء، وكذلك المؤلف، يصفون الكتاب بأنه قصة حب. أوضح دانيلوسكي هذه النقطة بالتفصيل في مقابلة: «أتت إلي امرأة في محل لبيع الكتب تقول لي، «كما تعلم، أخبرني الجميع أنه كتاب رعب، لكن عندما انتهيت منه، أدركت أنه قصة حب». وهي محقة تمامًا. في بعض النواحي، يعد النوع أداة تسويق». ووصفت الرواية أيضًا بأنها «هجاء من النقد الأكاديمي».

## ملخص الحبكة
تبدأ رواية بيت الأوراق السرد من وجهة نظر الراوي جوني تروانت، الموظف في دار للوشم في لوس أنجلوس وراوٍ غير موثوق به. تتحدث الرواية عن ترونت الذي كان يبحث عن شقة جديدة عندما يخبره صديقه لود عن شقة زمبانو المتوفى مؤخرًا، وهو رجل مسن كفيف يعيش في مبنى سكني لـلود.
في شقة زمبانو اكتشف ترونت مخطوطة كتبها زمبانو تبين أنها دراسة أكاديمية لفيلم وثائقي بعنوان سجل نافيدسون أخرجه مصور صحفي مشهور اسمه ويل نافيدسون، على الرغم من أن ترونت يقول إنه لا يمكنه العثور على دليل أن الفيلم أو موضوعاته كانت موجودة في وقت مضى.
تضم بقية الرواية العديد من الرُواة، متضمنةً تقرير زامباني عن الفيلم «ربما خيالي»، وهو مداخلات سيرته الذاتية ونسخة مصغرة لجزء من فيلم لتوم شقيق نافيدسون ومجموعة صغيرة من مقابلات مع العديد من الأشخاص بخصوص حياة نافيدسون بوساطة كارين، زوجة نافيدسون، وملاحظات موجزة من حين لآخر لمحررين مجهولين، جرى نسجها جميعًا بوساطة مجموعة من الهوامش. وهنالك أيضًا راوٍ أخر وهو والدة تروانت، إذ يجري تقديم صوتها من طريق مجموعة من الرسائل بعنوان رسائل الحوت. يطبع النص لكل راوٍ بخط مميز، ليسهل على القارئ اتباع التنسيق الصعب أحيانًا للرواية مثال ذلك: «ترونت في الساعي الجديد في الهوامش، والسرد الرئيسي في تايمز نيو رومان في النسخة الأمريكية، المحررين المعروفين في بوكمان، والرسائل من والدة جوني في دانتي».

### سجل نافيدسون
يتحدث الراوي زمبانو أولاً عن عائلة نافيدسون، التي تضم ويل نافيدسون المصور الصحفي، وكارين جرين زوجته الجميلة عارضة الازياء السابقة، وطفليهما تشاد وديزي، وشقيق نافيدسون توم، والعديد من الشخصيات الأخرى أيضاً لعبوا دورًا في القصة. انتقلت عائلة نافيدسون مؤخرًا إلى منزل جديد في ولاية فرجينيا.
عندما تعود عائلة نافيدسون من رحلتها في سياتل، تكتشف وجود تغييرٍ في منزلهم، إذ تظهر مساحة تشبه الخزانة مغلقة خلف باب غير مصمم من قبل، حيث لم يكن هناك في السابق سوى جدار فارغ، ويظهر باب ثان في نهاية الخزانة يؤدي إلى غرفة الأطفال. أثناء بحث نافيدسون حول هذه الظاهرة، وجد أن القياسات الداخلية للمنزل أكبر إلى حد ما من القياسات الخارجية. في البداية، يوجد فرق أقل من بوصة واحدة، ولكن مع مرور الوقت يبدو أن الجزء الداخلي من المنزل يتوسع مع الحفاظ على النسب الخارجية نفسها. وهناك تغيير ثالث وأكثر تطورًا، وهو ظهور ممر مظلم وبارد يفتح في جدار غرفة المعيشة الخارجية، الذي يجب أن تظهر نهايته في الفناء الخارجي، ولكنه لم يظهر. يصور نافيدسون الجزء الخارجي من المنزل لإظهار المكان، الذي يجب أن يكون فيه الممر، ولكنه من الواضح غير موجود. يشار إلى هذا الوضع غير الطبيعي باسم «رواق الخمس دقائق ونصف». يؤدي هذا الممر إلى مكان يشبه المتاهة، يبدأ بغرفة كبيرة «غرفة الانتظار»، التي تؤدي إلى مساحة هائلة «القاعة الكبرى»، وهي غرفة تتميز بنحو أساسي بدرج حلزوني ضخم يظهر عندما ينظر إليه من الأسفل عند النزول بأنه دون نهاية. هنالك أيضًا العديد من الممرات والغرف. وجميعها كانت مظلمة وعديمة الملامح، جدران وأرضيات وأسقف هذه الغرف كانت رمادية. والصوت الوحيد الذي كان يُسمع في هذه الممرات هو صوت يشبه هدير البحر، ولم يُحدد مصدره تمامًا. على الرغم من أن مصدرًا علميًا مقتبسًا في الكتاب يفترض أن هذا الصوت ناتج عن إعادة تصميم المنزل بنحو متكرر .
هنالك بعض التناقض فيما يتعلق بمكان ظهور«رواق الخمس دقائق ونصف»، من قبل شخصيات مختلفة في أوقات مختلفة. وقد أشار جوني إلى هذ التناقض الذي حدث أول مرة عندما كتب زامباني أن المدخل يقع في الجدار الغربي (الصفحة 57)، وهو ما يتناقض مباشرةً مع صفحة سابقة حيث كتب أنه يقع في الجدار الشمالي (الصفحة 4).
شعر نافيدسون و شقيقه توم وبعض زملائه أنهم مضطرون لاستكشاف وتوثيق الأشياء الغريبة التي تحدث في المنزل، التي على ما يبدو أن لا نهاية لها، ما دفع العديد منهم إلى الجنون والقتل والموت في النهاية. في النهاية، ينشر نافيدسون ما جرى تسجيله وتحريره بعنوان سجل نافيدسون.
يشتري ويل وكارين المنزل للتخلص من التوتر، الذي حصل في علاقتهما بسبب غياب ويل المتكرر للعمل. في حين أن كارين كانت دائمًا تعارض الزواج بشدة «مدعية أنه يقيد حريتها أكثر من أي شيء آخر»، تجد نفسها دائمًا تشعر بالشوق والاحتياج إلى زوجها ويل: «على الرغم من أن كارين تقضي معظم الوقت في الاعتناء بطفليها تشاد وديزي، ولكنها غير قادرة على مقاومة النظر من النافذة كل دقيقتين. وسماعها لصوت شاحنة عابرة دفعها إلى النظر بعيداً هذه المرة». (الصفحات 11-12).
يتضمن سرد زمبانو مراجع تعود إلى ستيفن كينج، وستانلي كوبريك، ودوغلاس هوفستاتر، وكين بيرنز، وهارولد بلوم، وكاميل باجليا، وهنتر طومسون، وآن رايس، وجاك دريدا؛ للإشارة إلى أن قصة نافيدسون حققت شهرة عالمية.
كما قد وضع زامباني في الهوامش عددًا من المراجع الواقعية الموجودة داخل عالمه والعالم خارج الرواية. مثلًا، يستشهد زمبانو مرات عدة بالكتب الواقعية مثل: «كوكب الأرض، وعوالم تحت الأرض». (الصفحة 125).